# Ordnance QF 15 lb
Lo Ordnance QF 15 lb, noto anche come "cannone Ehrhardt", fu un cannone campale da 15 libbre prodotto nel 1901 dalla ditta tedesca Ehrhardt di Düsseldorf ma destinato all'esercito britannico.

## Storia
Durante la guerra anglo-boera, i Boeri misero a dura prova l'artiglieria britannica con i loro cannoni Krupp, e così come soluzione provvisoria si decise di acquistare, nel segreto più assoluto, 108 cannoni da 76,2 mm dalla ditta tedesca Ehrhardt (che passando attraverso varie fusioni e accordi, sarà all'origine della Rheinmetall-Borsig), poco nota al di fuori della Germania e che, svantaggiata dall'appalto ricevuto dalla Krupp per il 77mm K/96 dell'esercito imperiale, trovò all'estero un mercato di sbocco per la sua produzione; i pezzi vennero messi in servizio come "Ordnance QF 15 lb Gun Mk I".
Il 15 libbre aveva una struttura classica, con un sistema di rinculo a mollone e vomere, quest'ultimo sistemato sotto alla bocca da fuoco. Il cannone venne modificato con un nuovo apparato di rinculo a molla, coassiale sotto alla canna. Le modifiche funzionarono nel rendere più semplice lo schieramento del pezzo, senza la necessità di piantare per terra il vomere, ma la modifica ebbe dei problemi a essere realizzata in quanto vi erano parti di ricambio di vecchio tipo, che non si trovavano più per assicurare la manutenzione e la riparazione dei nuovi cannoni modificati. Il cannone modificato venne immesso in servizio nel 1914.
Fu usato in servizio di prima linea dal Territorial Army fino al tardo 1914, in seguito utilizzato essenzialmente per l'addestramento, e venne portato in azione solo nel 1915 per aiutare gli altri tipi di cannoni inglesi, a corto di munizioni, ma i proiettili erano del tipo shrapnel, e non ebbero quasi efficacia contro le posizioni tedesche. In seguito tale arma tornò in seconda linea, e alcuni furono venduti all'Egitto nel 1916 per combattere i Turchi, ma non furono quasi mai utilizzati.
Anche la Norvegia ordinò 132 cannoni simili, ma con calibro 75mm, che, vista la neutralità mantenuta nel corso del primo conflitto mondiale, non entrarono in azione. Le artiglierie Ehrhardt norvegesi furono catturate, durante la seconda guerra mondiale, nel 1940 dalle truppe tedesche che avevano occupato la Norvegia, furono quindi ribattezzate FK246(n) 7,5 cm.